# مجموعه کانیولوما
مجموعه کانیولوما (انگلیسی: Kāneiolouma Complex) یک روستای باستانی هاوایی در ساحل جنوبی جزیره کوآئی در شهرستان کائوآئی، هاوایی در ایالت هاوایی ایالات متحده است. سایت باستانی ۱۳ هکتاری (۵٫۳ هکتار) شامل تارو، حوضچه‌های ماهی، هیو (معابد مردم باستانی هاوایی)، زیارتگاه‌ها، و مکان‌های مسکونی است، با یک میدان ورزشی ماکاهیکی (میدان ورزشی هاوایی باستان) است.